# Richard Davies (básník)
Richard Davies, známý také pod bardským jménem Mynyddog, (10. ledna 1833 – 14. července 1877) byl velšský básník. Narodil se ve vesnici Llanbrynmair. Za svého života vydal tři básnické sbírky: Caneuon Mynyddog (1866), Yr Ail Gynnig (1870) a Y Trydydd Gynnig (1877). Jeho další sbírka nazvaná Pedwerydd Llyfr Mynyddog vyšla pět let po jeho smrti. Skladatel Joseph Parry zhudebnil jeho text „Myfanwy“. Rovněž je autorem libreta k Parryho opeře Blodwen. V roce 1871 se oženil s Ann Elizabeth. Roku 1876 odjel navštívit své přátele do Ameriky a následujícího roku ve Walesu zemřel.